# Джозеф Райт
Джо́зеф Райт, відомий також як Джозеф Райт з Дербі, Райт із Дербі (англ. Joseph Wright, англ. Joseph Wright of Derby, англ. Wright of Derby; 3 вересня 1734, Дербі, Англія — 29 серпня 1797, Дербі, Англія) — один з видатних британських живописців XVIII століття.
Художник виділяється майстерністю світлових ефектів, а також картинами, сцени яких висвітлені свічками. Зазнав впливу караваджизма, в першу чергу, нідерландських художників Герріта ван Хонтхорст та Хендріка Тербрюггена.
Вважається піонером індустріальної теми в образотворчому мистецтві. Його картини на тему зародження науки з алхімії часто були засновані на темах, що обговорювалися на засіданнях місячного товариства, групи впливових вчених і промисловців, що жили в Мідлендс, і відображають боротьбу науки проти релігійного світосприйняття в епоху Просвітництва.
Багато картин і малюнків Райта є власністю міської ради міста Дербі, і виставлені в Музей і художній галереї міста Дербі.

## Біографія
Джозеф Райт народився 3 вересня 1734 року в Дербі в родині адвоката — Джона Райта (1697–1767), який згодом став міським чиновником, і його дружини Ханни Брукс (1700–1764). Джозеф був третім з п'ятьох дітей. Райт отримав освіту в граматичній школі Дербі і сам навчився малювати, копіюючи гравюри.
1751 року Райт поїхав до Лондона, маючи намір стати художником. Три роки (1751–1753 та 1756–1757) майбутній живописець навчався в Лондонській студії у відомого портретиста Томаса Хадсона, у якого також навчався Джошуа Рейнольдс. До 1760 року ранні портрети Райта були виконані в манері свого вчителя («Портрет міс Кеттон», Сант-Луїс, Міссурі, Міська художня гал.; «Портрет Томаса Беннета», музей Дербі).
У ранній період творчих пошуків — з 1760 до 1773 роки — художник мешкав у Дербі. Тут він познайомився з майстром кераміки Джошуа Веджвудом (англ. Josiah Wedgwood), засновником компанії «Веджвуд», і хіміком Джозефом Прістлі. Райт був присутній при експериментах вчених та зображував їх на своїх полотнах. Зокрема, в цей період ним були написані картини «Планетарій» (1766, Дербі, музей; варіант — Нью-Хевен, Єльський центр Британського мистецтва) та «Випробування насоса» (1768, Лондон, галерея Тейт Роджерса-Колтмана), що відображають інтерес жителів Середньої Англії до наукових пошуків. Дені Дідро відзначив ці роботи Райта, назвавши їх «серйозним жанром».
Першу спробу пройти практику як професійний художника Райт зробив у Ліверпулі, де регулярно виставляв свої картини (наприклад, Міраван) в Королівському Товаристві Мистецтв в Лондоні. Однак його рідний Дербі назавжди залишався основним місцем, де художник жив і працював.
У період з 1773 до 1775 роки Джозеф Райт перебував у Італії, де малював античні руїни (наприклад, могилу Вергілія), вивчав промальовування ландшафтів («Людина, що закопує нори»), копіював класичні статуї та спостерігав за захоплюючим феєрверком під час карнавалу в Римі.
У Неаполі Джозеф Райт став свідком грандіозного виверження вулкана Везувій, який надихнув його на написання декількох десятків картин, що зображають драматичний ефект боротьби вогню та пітьми. Згодом він неодноразово повертався до цієї теми. На березі Неаполітанської затоки художник досліджував мальовничі печери та гроти.

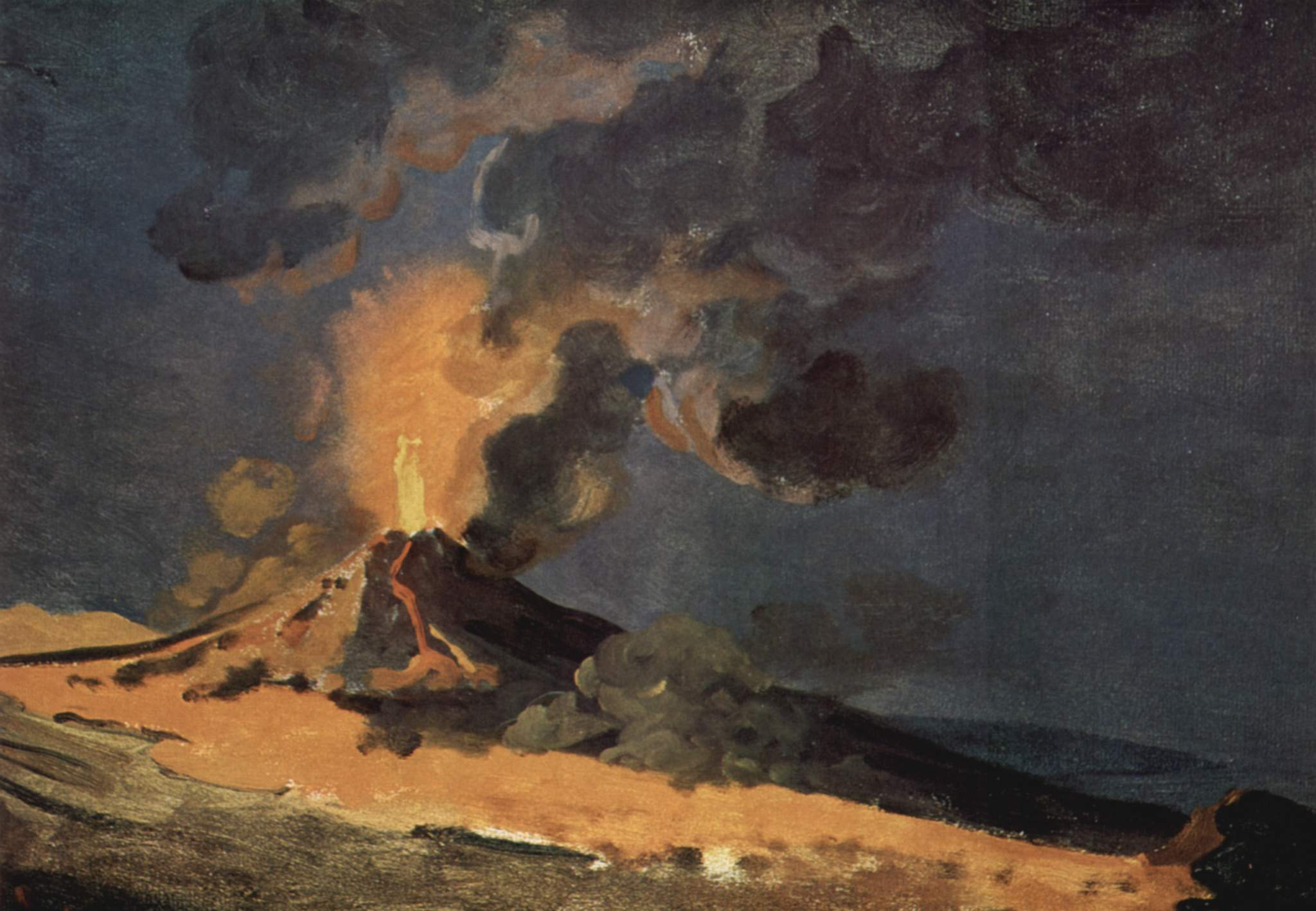
Виверження Везувію (1774)
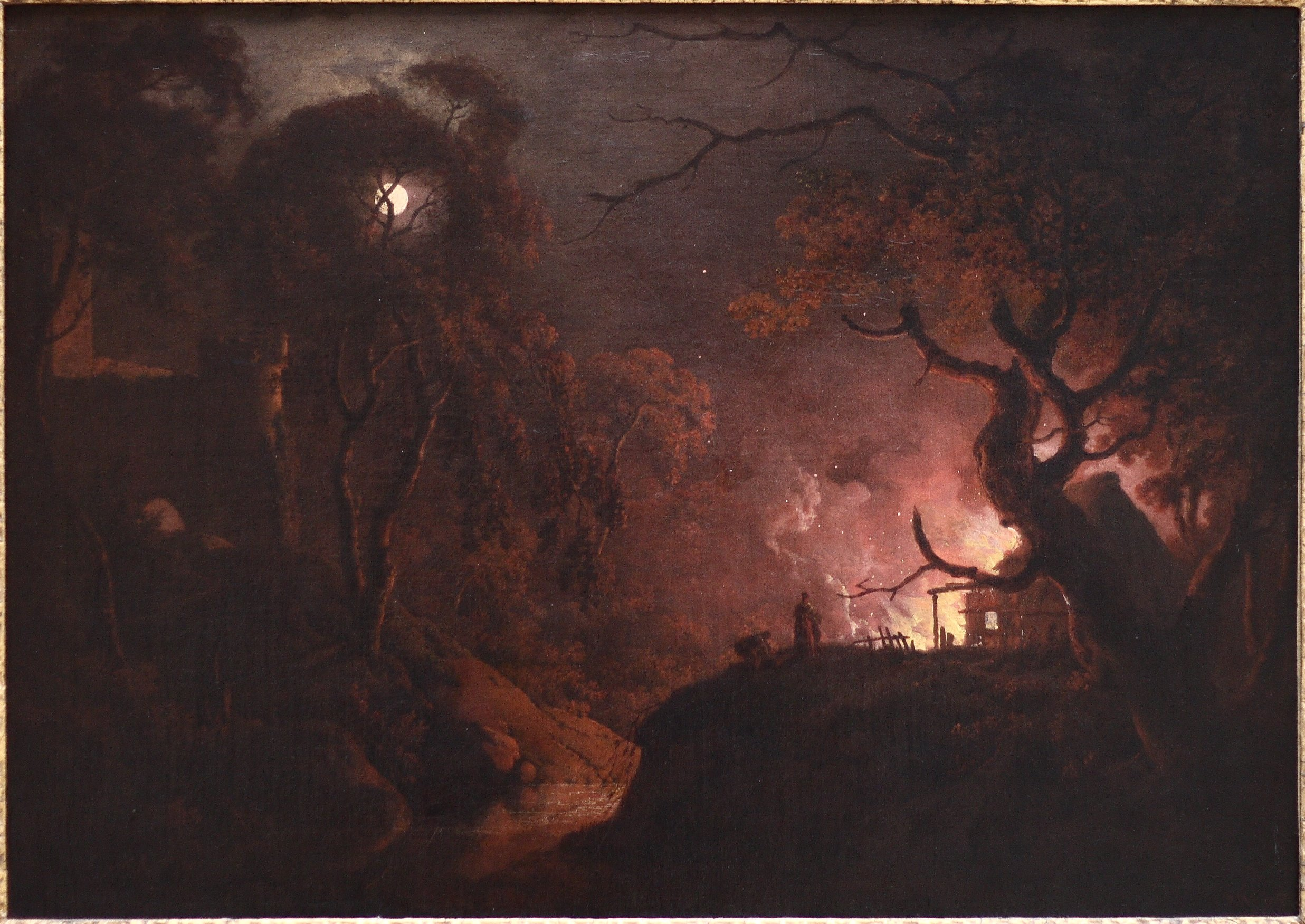
Будинок у вогні вночі (бл. 1785  —  1793)
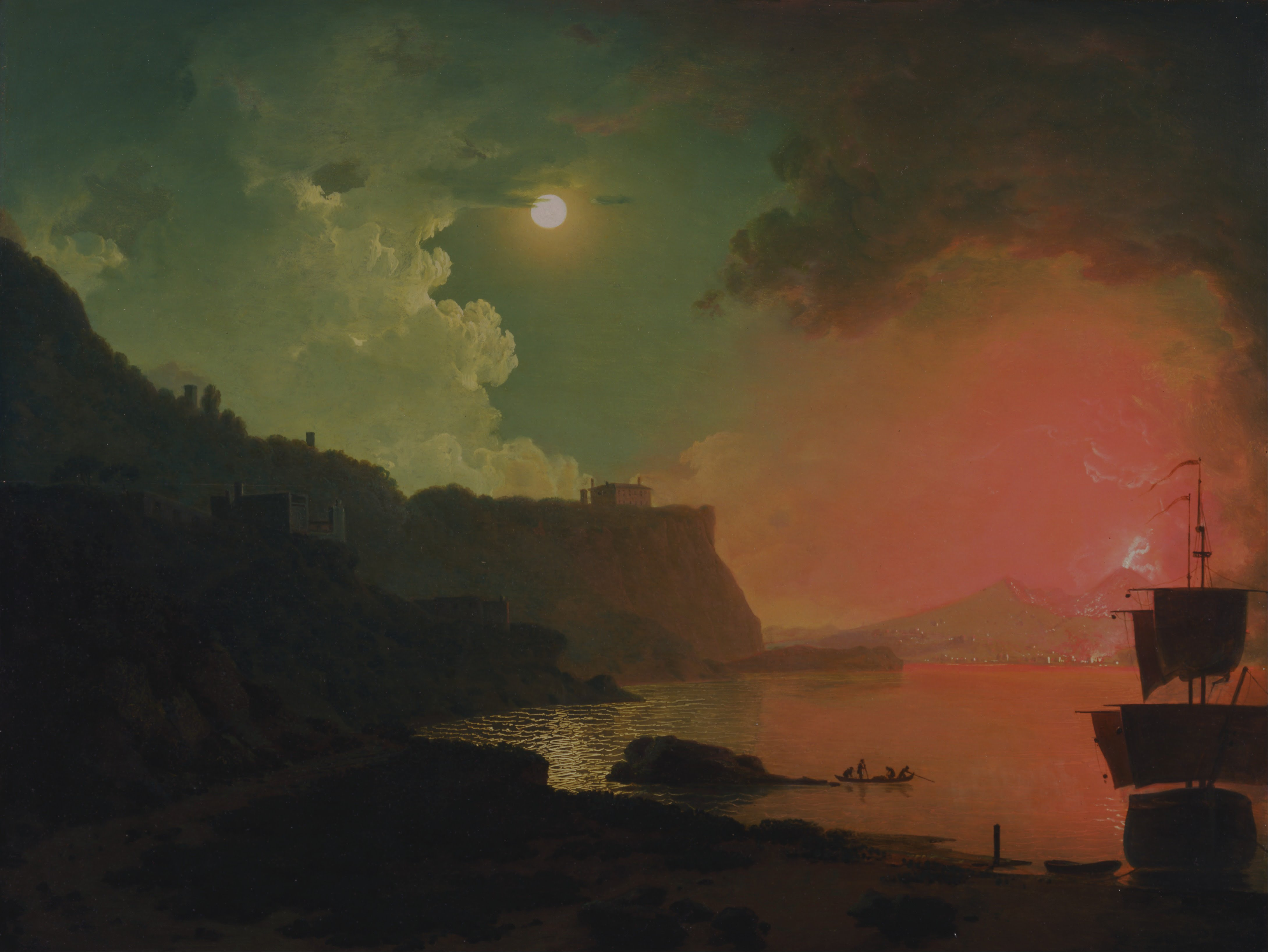
Везувій в Посілліпо (бл. 1788)
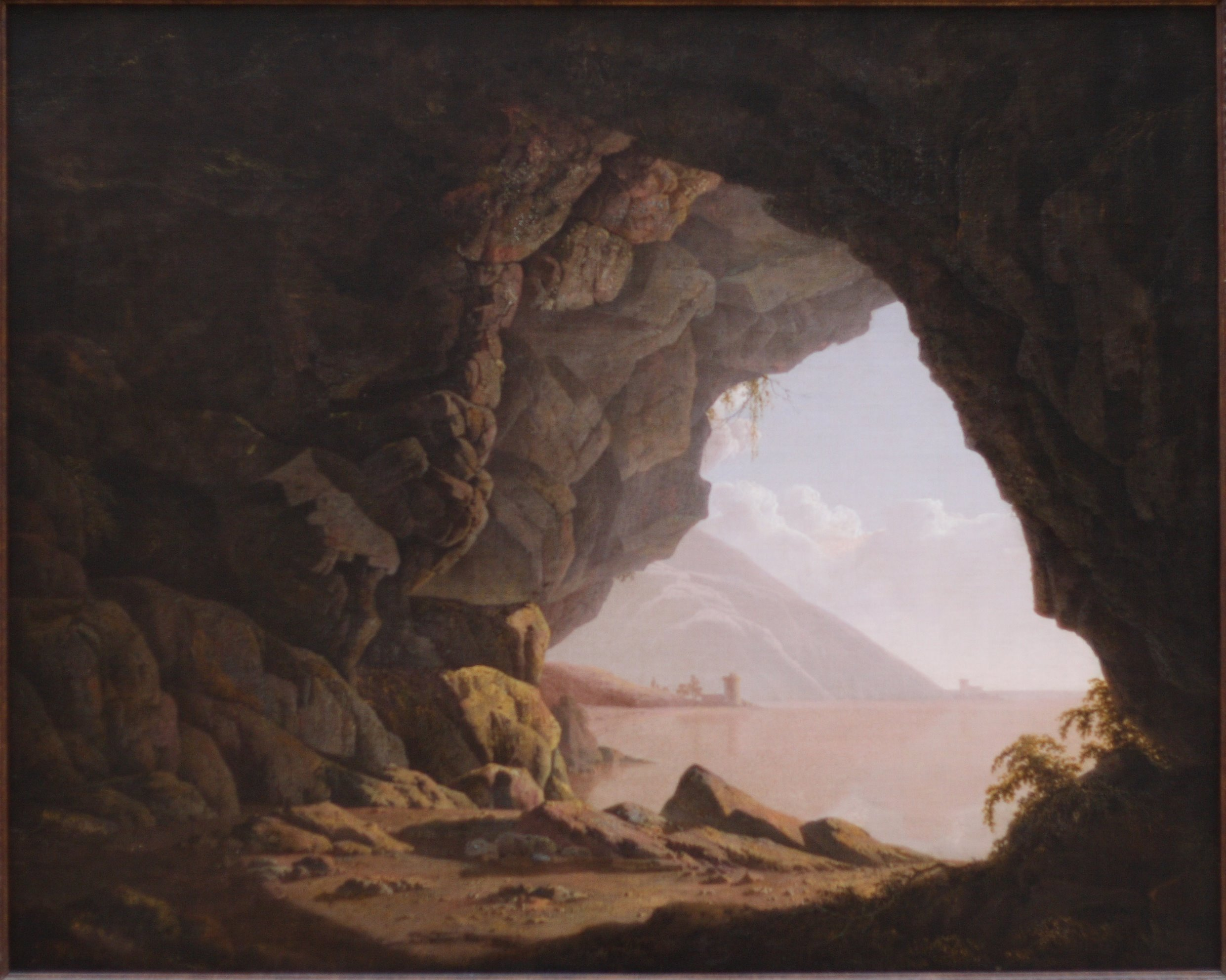
Печера, поблизу Неаполя (1774)
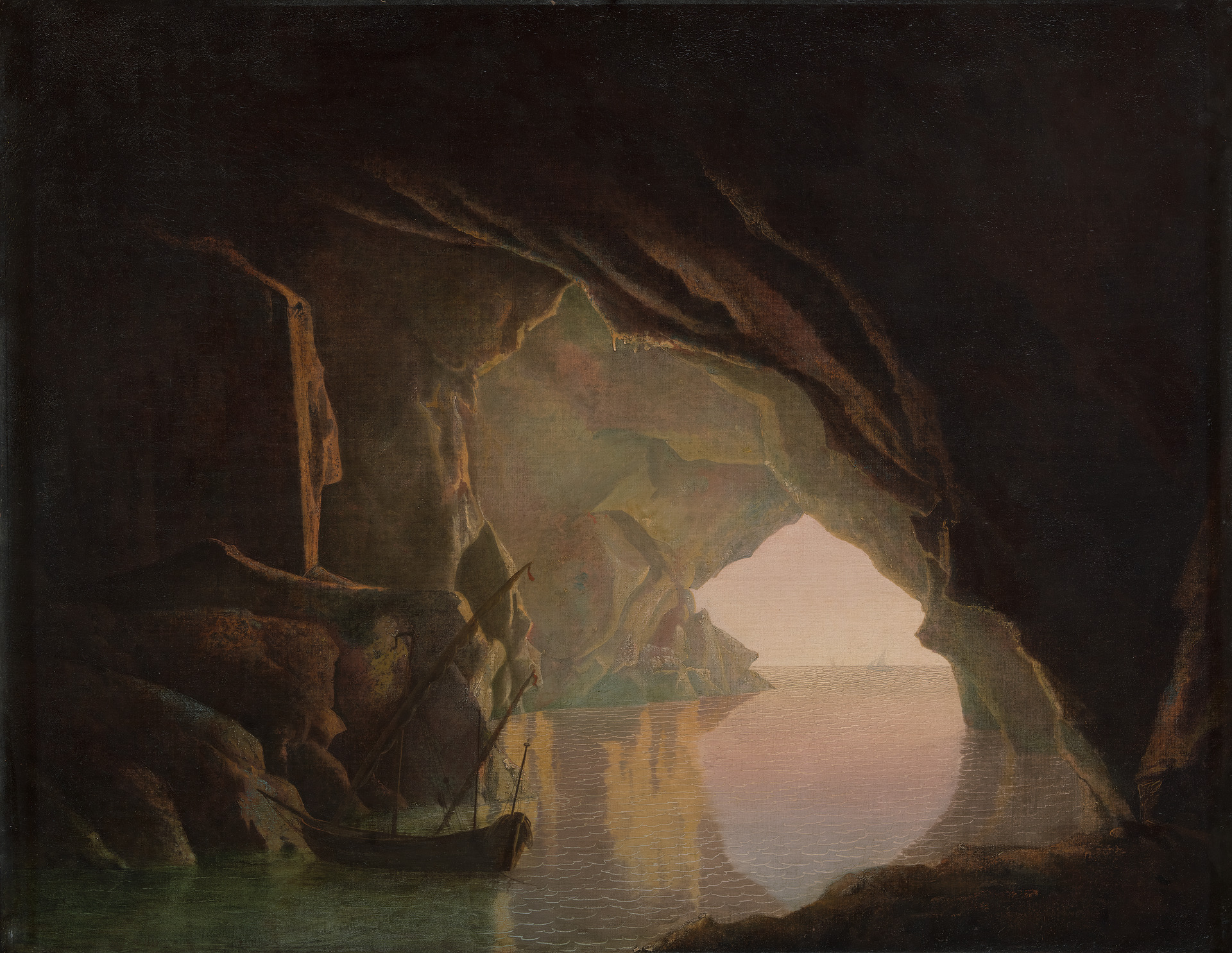
Грот в Салернській затоці, захід (бл. 1780  —  1781)

Два роки (1775–1777) художник працював у Баті, де марно намагався залучити клієнтуру Томаса Гейнсборо. Зазнавши невдачі, повернувся до Дербі.
Починаючи з 1778 року Райт створив низку своїх найкращих портретів («Портрет сера Брука Бутба», 1781, Лондон, галерея Тейт; «Портрет Юса Кока із дружиною та Деніелом Паркером Коком», 1780—1782, Дербі, музей; «Портрет Томаса Гісборна з дружиною», 1786, Нью-Хейвен, Єльськоий центр Британського мистецтва, а також портрет Самуеля Ворда з колекції музею Дербі). З цього часу твори Райта виставляються в Королівській Академії, членом якої він незабаром стає (асоційований з 1781 року, а 1784 року — повний).
В останні роки життя Райт часто хворів та лікувався у свого друга Еразма Дарвіна.
Помер Джозеф Райт в Дербі 29 серпня 1797 року в колі родини, і був похований в церкві святого Алькмунда.
1968 року церкву було зруйновано, щоб звільнити місце для нового сегменту внутрішньої кільцевої дороги, що проходить через центр міста.. Останки Райта були переезені на цвинтар Ноттінгем Роад.
У Райта та його єдиної дружини було шестеро дітей, троє з яких померли в дитинстві.

## Творчість
Успіх Джозефа Райта як портретиста приносив йому стабільний прибуток. Проте Райт відомий насамперед своїми сповненими драматизму науковими та індустріальними роботами, що вирізняло його серед інших сучасників.
Вперше героями великих композицій стали робітники та вчені, а не античні та біблійні персонажі або жанрово-алегоричні фігури. Місцепроживання художника в Дербі якраз сприяло цьому, оскільки саме тут Індустріальна революція особливо наочно виявила себе в численних кузнях, скляних та глиняних крамницях та місцевих фабриках. Дух цих місць знайшов відображення у багатьох роботах художника, наприклад, в «Лекції про сонячну систему» (бл. 1763–1765, Художня галерея Дербі); «Досвід з повітряним насосом» (1768, Галерея Тейт Брітейн, Лондон); «Кузня» (1773, Ермітаж, Петербург), «Алхімік, що відкриває фосфор» (1771—1795, Художня галерея, Дербі)

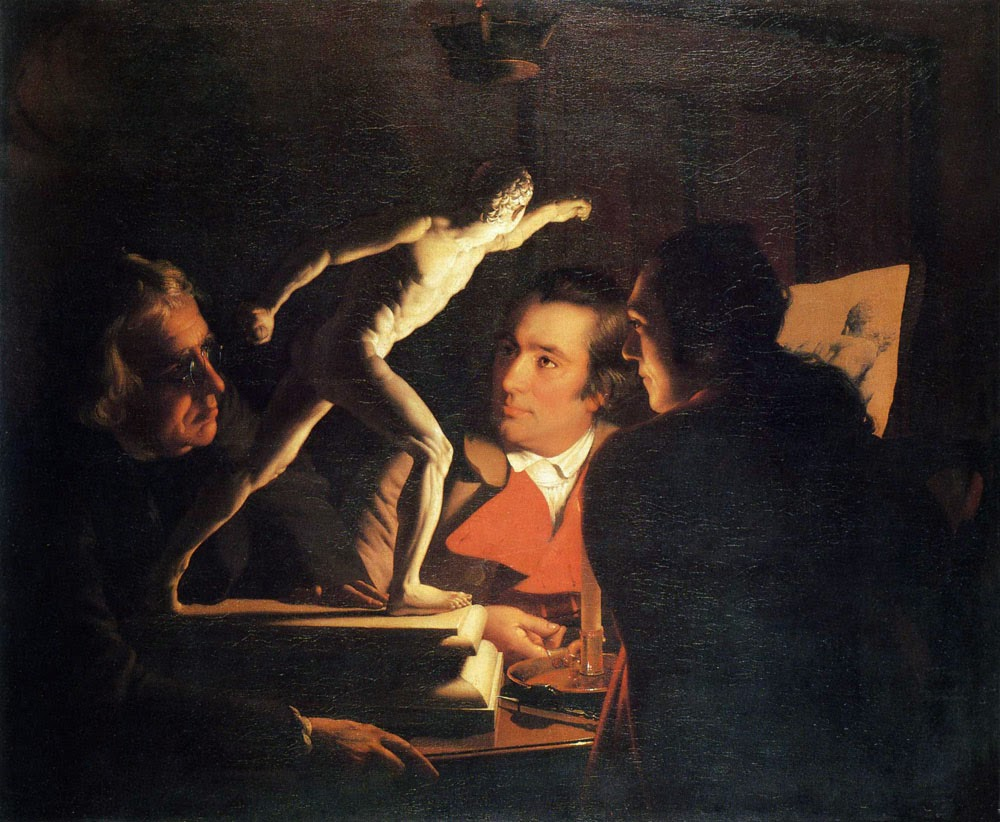
Три людини, що розглядають гладіатора при свічках (1765)
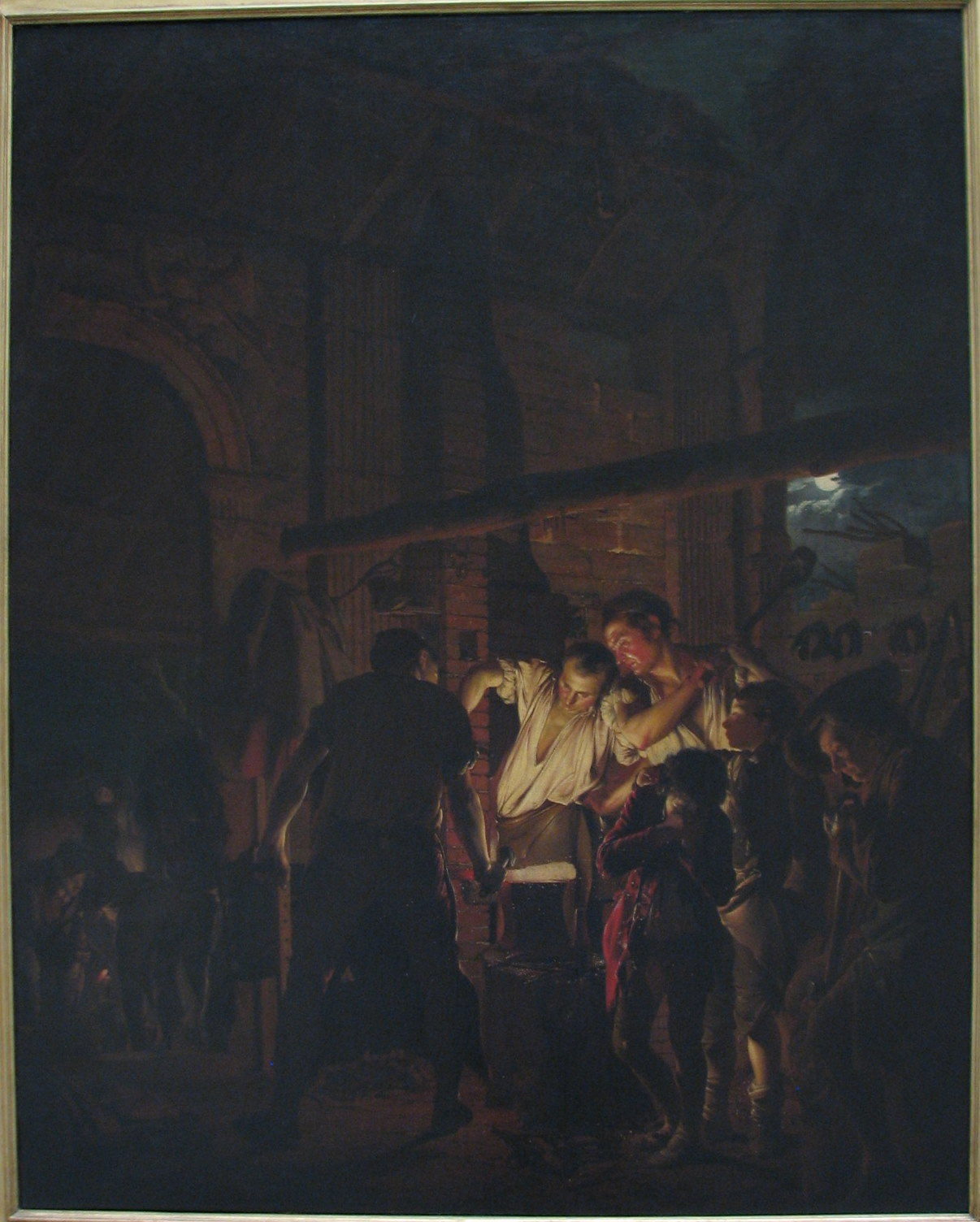
Кузня (1771)
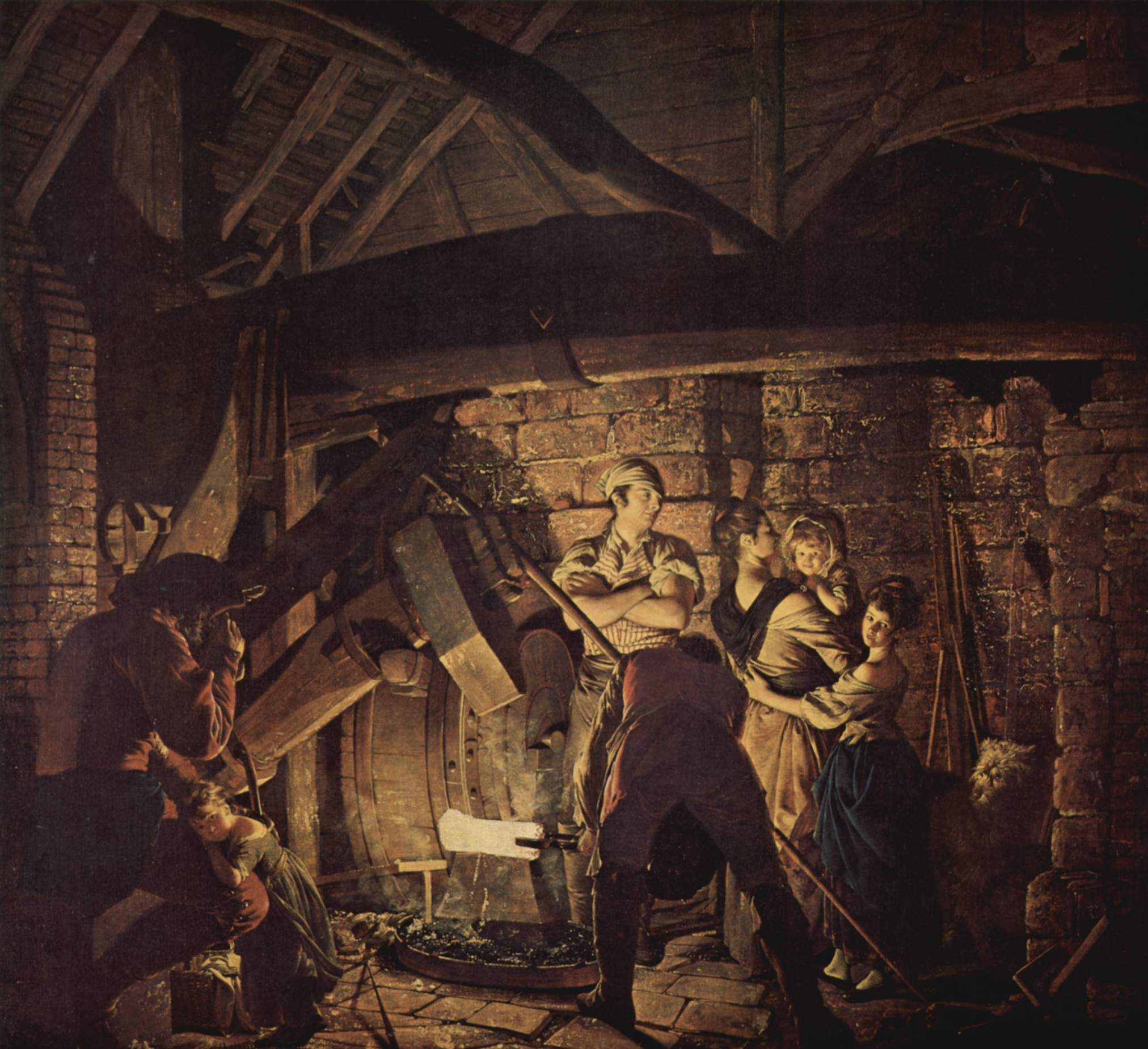
(1772)
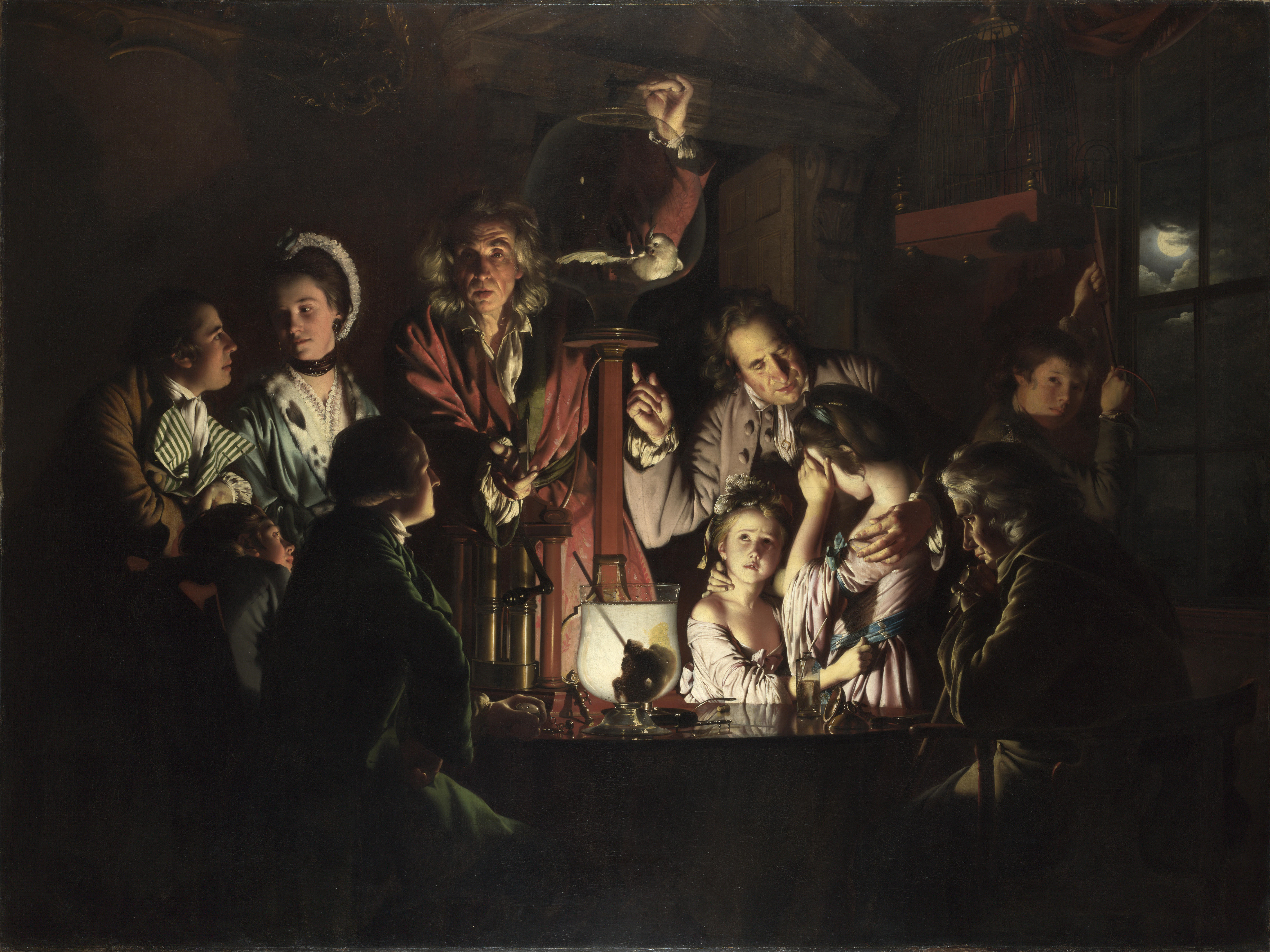
Експеримент з птахом у насосі (1768)
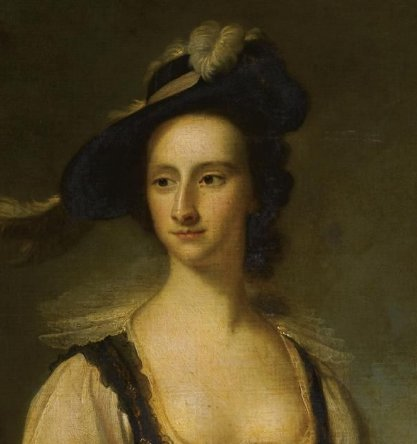
Один з портретів, виконаних Райтом

До кінця життя Джозеф Райт залишався провінційним художником, проте, завдяки його оригінальній манері, що поєднує елементи готики та неокласицизму, його інтересу до наукових досліджень і до сучасної літератури, він став одним з попередників романтичного мистецтва.
Творча спадщина Райта зібрана переважно в Єльскому центрі Британського мистецтва в Нью-Гейвені, у Водсворт Атенеум в Гартфорді, в галереї Тейт в Лондоні і в музеї Дербі, включаючи велике зібрання малюнків та акварелей.